# Bitwa pod Cana
Bitwa pod Cana – starcie zbrojne, które miało miejsce 2–6 listopada 1892 pomiędzy armią francuską a armią Dahomeju w czasie II wojny Francuzów z Dahomejem. Bitwa zakończyła się zwycięstwem Francuzów.
Po wybuchu wojny w 1892 roku Francja wysłała przeciwko Dahomejowi 4-tysięczną ekspedycję dowodzoną przez Alfreda Doodsa. 20 września 1892 r. odniosła ona zwycięstwo w bitwie pod Dogba i ruszyła na stolicę Dahomeju Abomej. 2 listopada dotarła do Cany, gdzie zaczynała się tzw. królewska droga prowadząca do stolicy. Francuzi rozbili obóz przed murami miasta i czekali na działa. W nocy Dahomejczycy przypuścili pierwszy atak, który został odparty. Przez następne 3 dni obóz był atakowany, ale Francuzi nie ulegli. 6 listopada nadeszły działa i wybito wyłomy w murach. Piechota wdarła się do świętego miasta i po kilku godzinach zdobyła je. Doods oczekiwał kolejnej bitwy o stolicę, jednak w Abomeju nie napotkał oporu. Był to praktycznie koniec wojny, choć Behanzin poddał się dopiero w 1894 r.